# Giancarlo Cadé
Giancarlo Cadé (Zanica, 27 de febrero de 1930-ibídem, 7 de octubre de 2013) fue un futbolista profesional y entrenador italiano.

## Biografía
Giancarlo Cadé debutó como futbolista profesional en 1948 a los 18 años de edad con el Atalanta BC, donde jugó durante dos temporadas. Tras un breve paso por el Calcio Catania, volvió al Atalanta BC, volviendo a jugar en el equipo durante los tres años siguientes. De nuevo, tras un breve paso por el Cagliari Calcio, volvió al Atalanta BC para jugar al año siguiente en el Reggina Calcio durante dos temporadas. Finalmente en 1958 fichó por el Mantova FC, equipo en el que se retiró como futbolista en 1960 a los 30 años de edad.
Tres años después de su retiro como futbolista, el AC Reggiana 1919 fichó a Cadé como entrenador del club. Desde entonces Cadé ha pasado como entrenador por equipos como el Hellas Verona FC, Mantova FC, Torino FC, AS Varese 1910, Atalanta BC, Delfino Pescara 1936, AC Cesena, US Città di Palermo, Vicenza Calcio, Bologna FC 1909, Campobasso Calcio, AC Ancona, FC AlzanoCene 1909 y finalmente el Ravenna Calcio.
Cadé falleció, a los 83 años de edad, el 7 de octubre de 2013.

## Selección nacional
Jugó su único partido con la selección de fútbol de Italia el 16 de julio de 1952 en los Juegos Olímpicos de Helsinki 1952 contra la selección de fútbol de los Estados Unidos.

## Clubes

### Como futbolista
| Club            | País   | Año       | Partidos | Goles |
| --------------- | ------ | --------- | -------- | ----- |
| Atalanta BC     | Italia | 1948-1950 | 4        | 0     |
| Calcio Catania  | Italia | 1950-1951 | 24       | 0     |
| Atalanta BC     | Italia | 1951-1954 | 56       | 0     |
| Cagliari Calcio | Italia | 1954-1955 | 7        | 0     |
| Atalanta BC     | Italia | 1955-1956 | 4        | 0     |
| Reggina Calcio  | Italia | 1956-1958 | 51       | 3     |
| Mantova FC      | Italia | 1958-1960 | 39       | 0     |

### Como entrenador
| Club                 | País   | Año       |
| -------------------- | ------ | --------- |
| AC Reggiana 1919     | Italia | 1963-1964 |
| Hellas Verona FC     | Italia | 1964-1965 |
| Mantova FC           | Italia | 1965-1968 |
| Hellas Verona FC     | Italia | 1968-1969 |
| Torino FC            | Italia | 1969-1971 |
| AS Varese 1910       | Italia | 1971-1972 |
| Hellas Verona FC     | Italia | 1972-1975 |
| Atalanta BC          | Italia | 1975-1976 |
| Delfino Pescara 1936 | Italia | 1976-1978 |
| AC Cesena            | Italia | 1978-1979 |
| US Città di Palermo  | Italia | 1979-1980 |
| Hellas Verona FC     | Italia | 1980-1981 |
| Vicenza Calcio       | Italia | 1981-1983 |
| Bologna FC 1909      | Italia | 1983-1984 |
| Campobasso Calcio    | Italia | 1984-1985 |
| AC Reggiana 1919     | Italia | 1985-1986 |
| AC Ancona            | Italia | 1986-1989 |
| FC AlzanoCene 1909   | Italia | 1989-1990 |
| Ravenna Calcio       | Italia | 1990-1991 |

## Palmarés

### Como futbolista
Mantova FC
- Serie D: 1958
- Serie C: 1959

### Como entrenador
AC Reggiana 1919
- Serie C: 1964

Torino FC
- Copa Italia: 1971

AC Ancona
- Lega Pro Prima Divisione: 1988